# جاك جوسلينج
جاك جوسلينج (بالإنجليزية: Jake Gosling)‏ (11 أغسطس 1993 بأكسفورد في المملكة المتحدة - ) هو لاعب كرة قدم بريطاني في مركز الوسط. شارك مع منتخب جبل طارق لكرة القدم. أما مع النوادي، فقد لعب مع نيوبورت كونتي وDorchester Town F.C. ‏ ونادي غلوستر سيتي ونادي بريستول روفيرز ونادي إكزتر سيتي.

## وصلات خارجية
- جاك جوسلينج على موقع الاتحاد الأوربي (الإنجليزية)
- جاك جوسلينج على موقع قاعدة بيانات كرة القدم.إي يو (الإنجليزية)
- جاك جوسلينج على موقع بيانات كرة القدم. دي إي (الألمانية)
- جاك جوسلينج على موقع ناشيونال فوتبول تيمز (الإنجليزية)
- جاك جوسلينج على موقع Soccerbase.com (لاعب) (الإنجليزية)
- جاك جوسلينج على موقع Soccerway.com (الإنجليزية)
- جاك جوسلينج على موقع عالم كرة القدم.نت (الإنجليزية)